# Selección masculina de rugby 7 de Gales
La selección masculina de rugby 7 de Gales es el equipo de rugby 7 conformado por los mejores jugadores masculinos de la Unión de Rugby de Gales. Al igual que la selección de rugby 15, su vestimenta es completamente roja.
Gales disputó el Seven Internacional de Escocia de 1973, el primer torneo de selecciones nacionales de rugby 7 de la historia. Allí ganó ante President's VII de Sudáfrica y Francia, y perdió ante Inglaterra.
El equipo disputó en 1993 la primera edición de la Copa del Mundo de Rugby 7. Luego de tres malas actuaciones y de no jugar la edición 2005, Gales obtuvo el título en 2009 al derrotar a Nueva Zelanda en cuartos de final, Samoa en semifinales y Argentina en la final. En 2013 fue eliminado en cuartos de final por el eventual campeón Nueva Zelanda.
Gales ha disputado la mayoría de las ediciones de la Serie Mundial Masculina de Rugby 7. Sus mejores resultados de temporada han sido el sexto puesto en 2006-07, el séptimo en 2010-11 y 2012-13, y el octavo en 2001-02 y 2011-12. Alcanzó la final en el Seven de Hong Kong 2013, donde perdió ante Fiyi. En tanto, fue semifinalista en otros nueve torneos (Hong Kong 2002, Londres 2007 y 2011, y Escocia 2007, 2008, 2009, 2011 y 2013).
La selección ha jugado en la prueba de rugby 7 de los Juegos de la Mancomunidad desde su inclusión en 1998. Su mejor resultado fue el quinto puesto en 2006.
Actualmente no compite en ningún torneo oficial, siendo reemplazado por el seleccionado de Gran Bretaña en el circuito mundial, Juegos Olímpicos y Juegos Europeos.

## Palmarés
- Copa del Mundo (1): 2009[2]

## Participación en copas
| - Edimburgo 1993: 11º puesto - Hong Kong 1997: 13º puesto - Mar del Plata 2001: 11º puesto - Hong Kong 2005: no participó - Dubái 2009: campeón - Moscú 2013: 5º puesto - San Francisco 2018: 11º puesto - Ciudad del Cabo 2022: 15º puesto - European Sevens Championship 2008: 2º puesto - European Sevens Championship 2009: no participó - European Sevens Championship 2010: no participó - Sevens Grand Prix Series 2011: 6º puesto - Sevens Grand Prix Series 2012: 4º puesto - Sevens Grand Prix Series 2013: 4º puesto - Sevens Grand Prix Series 2014: 7º puesto - Sevens Grand Prix Series 2015: 11º puesto - Sevens Grand Prix Series 2016: no participó - Sevens Grand Prix Series 2017: 4º puesto - Sevens Grand Prix Series 2018: 9º puesto - Sevens Grand Prix Series 2019: 5º puesto | - Kuala Lumpur 1998: cuartofinalista - Mánchester 2002: cuartofinalista - Melbourne 2006: 5º puesto - Delhi 2010: cuartofinalista - Glasgow 2014: 6º puesto - Gold Coast 2018: 7º puesto - Birmingham 2022: 11º puesto - Serie Mundial 99-00: 17º puesto (0 pts) - Serie Mundial 00-01: 9º puesto (19 pts) - Serie Mundial 01-02: 8º puesto (50 pts) - Serie Mundial 02-03: 9º puesto (14 pts) - Serie Mundial 03-04: 11º puesto (8 pts) - Serie Mundial 04-05: no participó - Serie Mundial 05-06: 11º puesto (8 pts) - Serie Mundial 06-07: 6º puesto (38 pts) - Serie Mundial 07-08: 8º puesto (30 pts) - Serie Mundial 08-09: 9º puesto (24 pts) - Serie Mundial 09-10: 9º puesto (34 pts) - Serie Mundial 10-11: 7º puesto (62 pts) - Serie Mundial 11-12: 8º puesto (91 pts) - Serie Mundial 12-13: 7º puesto (91 pts) - Serie Mundial 13-14: 11º puesto (65 pts) - Serie Mundial 14-15: 12º puesto (55 pts) - Serie Mundial 15-16: 12º puesto (54 pts) - Serie Mundial 16-17: 10º puesto (73 pts) - Serie Mundial 17-18: 14º puesto (49 pts) - Serie Mundial 18-19: 14º puesto (31 pts) - Serie Mundial 19-20: 15º puesto (13 pts) - Serie Mundial 20-21: no participó - Serie Mundial 21-22: 15º puesto (28 pts) |